# Michel Huet
Pour les articles homonymes, voir Huet.
 (novembre 2013).
Michel Huet, né le 17 janvier 1949 à Paris 13e, est un naturaliste français, mais aussi un humaniste et animateur de télévision et de radio. Il est connu notamment comme pour avoir animé 475 émissions connues sous le nom d'Evasion et Grandeur Nature sur la chaîne de télévision généraliste française France 3. Il est également cinéaste, auteur de 11 films documentaires de 52 minutes et auteur de plusieurs ouvrages sur le thème du tourisme naturaliste.
Il s'investit depuis début 2015 dans son site http://biosphere.wmaker.tv pour échanger sur les agressions de la Biosphère.[réf. nécessaire].

## Biographie
Handicapé à la naissance, il n'aurait jamais dû marcher. Il a fait de la marche sa raison d'être et d'espérer, il en a fait aussi, selon ses propres termes, sa raison sociale faisant se rejoindre l'utile et l'agréable. Il marche partout où il est possible de marcher et de préférence là où çà ne l'est pas.
Il a fait ses vrais premiers pas à l'âge de 9 ans. À 10 ans il faisait l'école buissonnière pour alimenter sa collection d'insectes et son herbier. À 15 ans grâce à Pierre Sabbagh il a rencontré Max-Yves Brandilly (ethnozoologiste), Jean Rostand (naturaliste), Jacques Delacour (herpétologiste) qui l'ont pris sous leurs ailes et l'ont mis sur les rails de sa carrière. À 22 ans avec l'aide de Théodore Monod il a étudié l'existence d'un pont climatique entre le Nord-Ouest et le Sud-Ouest saharien, se basant exclusivement sur l'observation des plantes. Ce travail l'a obligé à parcourir en solitaire et à pied la distance qui sépare Agadir de Dakar. Il a, à cette occasion, fabriqué un alambic solaire portable qui lui permettait de tirer son eau douce de l'océan. Entre 23 ans et 32 ans il a parcouru le monde à pied, des déserts les plus arides aux forêts équatoriales les plus humides. Il a enseigné, fait des conférences, participé à des formations, écrit de très nombreux articles. De 32 ans à 42 ans il a voyagé encore et organisé des manifestations, des colloques et des congrès scientifiques d'ampleur nationale et internationale, en collaboration, notamment, avec Alain Bombard, Haroun Tazieff ou Jean-Pierre Chabrol. Par la suite, son travail s'est orienté vers la radio et la télévision, tout en accentuant son engagement en donnant l'alerte sur certains scandales écologiques : l'orpaillage sauvage en Guyane française et depuis 2015 la destruction annoncée de l'atoll de Makatea en Polynésie française menacée par l'extraction du phosphate.

## Émissions télévisées et radio
- Evasion (France 3) (1995-1998)
- Grandeur Nature (France 3)
- Les chemins de traverse (Radio France)
- La Biodiversité est notre trésor[1](RFO Guyane)

## Œuvres publiées
- Le plus petit feu du monde ; Michel Huet, Éditions du Rocher; 1997 "grâce à ce livre, j'ai voyagé encore une fois. J'ai retrouvé des paysages familiers pourtant aux antipodes les uns des autres. J'ai retrouvé des odeurs, des frissons, des amis d'un jour, des émotions furtives..."
- La Vanoise ; Michel Huet ; Éditions Glénat; 2000 - Au cœur du premier Parc National créé en France, Michel HUET nous invite sur un itinéraire idéal pour découvrir la nature en Montagne. La faune, la flore, les rochers, et même le ciel et les étoiles.
- Les cirques des Pyrénées ;  Michel Huet ; Éditions Glénat; 2000 - Le plus connu des grands cirques pyrénéens est évidemment celui de Gavarni, centre touristique important. Mais les cirques plus sauvages d'Estaubé et de Troumouse présentent également d'immenses falaises façonnées par l'eau, formations géologiques uniques en son genre.
- Le golfe du Morbihan ;  Michel Huet ; Éditions Glénat ; 2000 - Entre la pointe de Kerpenhir au bout de la presqu'île de Locmariaquer et Port-Navalo en face, les puissants courants de marée défendent l'accès d'une des plus belles régions de France, le Golfe du Morbihan.
- La Camargue;  Michel Huet ; Éditions Glénat ; 2000 - Ce petit livre est un guide, mais pas seulement un guide. Sa vocation première est de faire "pousser des yeux au bout des pieds" du randonneur en dévoilant les nombreux secrets d'une activité subtile, aussi bien humaine qu'animale, botanique que minérale, terrestre que marine.